# Caloplaca approximata
Caloplaca approximata är en lavart som först beskrevs av Lynge, och fick sitt nu gällande namn av Hugo Magnusson. Caloplaca approximata ingår i släktet orangelavar och familjen Teloschistaceae.  Arten är reproducerande i Sverige. Inga underarter finns listade i Catalogue of Life.